# Saint-Martial-le-Vieux
Saint-Martial-le-Vieux ist eine Gemeinde im Zentralmassiv in Frankreich. Sie gehört zur Region Nouvelle-Aquitaine, zum Département Creuse, zum Arrondissement Aubusson und zum Kanton Auzances. Saint-Martial-le-Vieux ist die südlichste Gemeinde des Départements Creuse. Nachbargemeinden sind La Courtine, Saint-Oradoux-de-Chirouze, Eygurande, Lamazière-Haute, Couffy-sur-Sarsonne, Courteix, Bellechassagne und Saint-Rémy.

## Bevölkerungsentwicklung
| Jahr      | 1962 | 1968 | 1975 | 1982 | 1990 | 1999 | 2008 | 2018 |
| --------- | ---- | ---- | ---- | ---- | ---- | ---- | ---- | ---- |
| Einwohner | 170  | 137  | 116  | 95   | 103  | 109  | 130  | 139  |